# 사케타
사케타(산스크리트어: साकेत)는 산스크리트어로 신이 머무는 곳이라는 뜻으로, 코살라의 수도이자 힌두교 서사시 라마야나의 주인공인 라마의 출생지였던 아요디아의 옛 이름이다. 사케타 인근의 고대 숲(사슴 공원)인 아자나바나는 석가모니가 한때 머물며 설교를 했던 곳이기도 하다.